# Eduardo Marçal Grilo
Eduardo Carrega Marçal Grilo GCSE • GOM • ComIP (Castelo Branco, 8 de fevereiro de 1942) é um político português.

## Biografia
Licenciado em Engenharia Mecânica, pelo Instituto Superior Técnico da Universidade Técnica de Lisboa (1966), mestre em Mecânica Aplicada, pelo Imperial College da Universidade de Londres (1968) e doutorado em Engenharia Mecânica, de novo pelo IST (1973).
A 19 de Abril de 1986 foi feito Comendador da Ordem da Instrução Pública e a 9 de Junho de 1994 foi feito Grande-Oficial da Ordem do Mérito.
É administrador da Fundação Calouste Gulbenkian desde Outubro de 2000 e vice-presidente e administrador-delegado da Partex Oil and Gás (Holdings) Corporation desde 16 de Julho de 2002.
É presidente do Conselho Geral da Universidade de Aveiro.
Ocupou o cargo de Ministro da Educação no XIII Governo Constitucional de 28 de Outubro de 1995 a 25 de Outubro de 1999.
A 18 de Janeiro de 2006 foi agraciado com a Grã-Cruz da Antiga, Nobilíssima e Esclarecida Ordem Militar de Sant'Iago da Espada, do Mérito Científico, Literário e Artístico.
Desde Outubro de 2015 que frequenta a cadeira de "História dos Fascismos" da licenciatura em História da Faculdade de Ciências Sociais e Humanas da Universidade Nova de Lisboa.

## Funções governamentais exercidas
- XIII Governo Constitucional
  - Ministro da Educação